# Janicharis africana
Janicharis africana is een vliesvleugelig insect uit de familie Eulophidae. De wetenschappelijke naam is voor het eerst geldig gepubliceerd in 2006 door Gumovsky & Delvare.